# Енкрузиляда
Енкрузиляда (на португалски: Encruzilhada) е град и община в Източна Бразилия, щат Баия, мезорегион Централно-южна Баия, микрорегион Итапетинга. Според Бразилския институт по география и статистика към 29 септември 2010 г. общината има 23 786 жители.